# Третє місце
Третє місце (англ. third place) - частина міського простору, яка не є частиною першого  місця ("first place") - дому - і другого місця ("second place") - місцем роботи, навчання. Це є місце нічийного короткострокового, часто анонімного перебування, яке стирає минулий досвід відвідувача на певний час . Прикладом третього місця може стати кафе, бібліотека, магазин, клуб, паб і т.д. Вперше концепцію третього місця описав Рей Ольденбург в своїй праці "Третє місце".
Згідно Ольденбурга третє місце грає важливу роль у розвитку громадянського суспільства і демократії.

## Основні риси третього місця за Реєм Ольденбургом
Дослідники підсумували праці Рея Ольденбурга та визначили 8 основних характеристик третього місця: 

###### Нейтральна територія
Це місце, куди можна прийти на невизначений час і не перейматися послідовністю своїх дій. 

###### Урівнюючий простір
Для відвідувачів третього місця соціальний чи економічний статус іншого не має значення. Таке місце не встановлює формальні критерії членства. Відсутність соціо-демографічних, фінансових чи будь-яких інших обмежень сприяє згуртуванню спільноти. У третіх місцях цінні особистісні якості, а не життєвий успіх. 
Треті місця існують на нейтральній території та служать для вирівнювання своїх гостей та соціальної рівності. У цих місцях розмова є основною діяльністю головним засобом для демонстрації та оцінки людської особистості та особистості уальність. Треті місця сприймаються як належне, і більшість з них маловідомі. 

###### Бесіда як основна діяльність
Основна ціль, якої хочуть досягнути відвідувачі третього місця - задовольнити потребу неформального спілкування. Саме тут можна безосудно обмінюватися думками та поглядами. Характер бесіди зазвичай доброзичливий, а не ворожий. Під час бесіди в третьому місці відвідувачі інтуїтивно слідують основним правилам розмови: певний час зберігати тишу, висловлювати свою думку, проте обережно, щоб не образити співрозмовника, уникати тем, які не представляють спільного інтересу, старатись говорити не про себе, а про інших. 

###### Доступність і розміщення
Третє місце зазвичай знаходить близько від роботи або дому. Саме доступність робить його комфортним та зручним для частого відвідування. Сюди можна прийти та зустріти знайомих, з якими можна невимушено поговорити. Будь-який гість вважається тут бажаним, а  інші відвідувачі відносяться до нього доброзичливо. Оскільки формальні соціальні інститути (дім, робота, школа, університет) займають основний час індивіда, треті місця мають бути доступними (тобто відкритими) і у робочий, і у неробочий час. 

###### Засідаки
У третіх місцях є свої постійні клієнти. Саме вони створюють особливу атмосферу конкретного місця, надають йому характер. Завсідники відчувають тут себе як вдома, а їх схвалення нових облич є вирішальним. У співтоваристві завсідників існують свої правила і традиції, наприклад, особливе вітання.

###### Непримітність
Треті місця не можна назвати модними, зазвичай вони виглядають просто і  непримітно. Домашність і скромність - те, чим відзначається третє місце. Видимість, яка оточує відвідувачів, не має затьмарювати їхні особистості. Завдяки тому, що в третіх місцях відсутні пафос та претензійність, люди не починають себе контролювати і відчуваються там вільно і розкуто. 
Простота, особливо всередині третіх місць, також служить для запобігання попередне напруга серед тих, хто там збирається. Відповідає невибагливий декор і заохочує вирівнювання та відмову від соціального удавання. 

###### Настрій
Постійний настрій третього місця - грайливий. Замість існуючих поза межами третього місця ворожості  і тривоги приходять радість і затвердження.
Іноді грайливий дух очевидний, наприклад, коли група сміється і буйний; іншим разом це буде непомітно. Незалежно від того, виражений чи стриманий грайливий дух має величезне значення.

###### Дім далеко від дому
По атмосфері і мірі психологічного комфорту третє місце схоже на перше - дім. Воно пропонує відвідувачам близьке за духом оточення, проводячи час тут людина отримує душевний спокій. Перераховані риси є універсальні, вони притаманні всім третім місцям.
Роботи інших соціологів зазначають також такі поширені риси як:
- безкоштовне або не дуже дороге місце
- наявність їжі та напоїв
- місце, де можна знайти старих друзів та завести нових.

## Історія третіх місць
У Стародавній Греції роль третіх місць відігравали агори – центральні площі, де люди збиралися для обговорення новин, торгівлі та філософських дебатів. На цих зібраннях збиралися люди з усіх верств суспільства: політичні діячі, поети, філософи та звичайні люди, підгрупи людей, які інакше не взаємодіяли б у рамках своєї повсякденної рутини.
В Римській імперії подібну роль відігравали форум та терми (громадські лазні), які були не лише місцями відпочинку, а й активної соціальної взаємодії.
Англійські паби завжди відігравали важливу роль у соціальному житті суспільства, виступаючи так званим «третім місцем» – простором між домом і роботою, де люди можуть спілкуватися, відпочивати та обговорювати важливі теми. В Англії їхніми попередниками були римські таверни, які з’явилися ще в I столітті нашої ери. У середньовіччі такі заклади почали поширюватися як заїжджі двори (inns) та ель-хауси (alehouses), де місцеві жителі та мандрівники могли знайти їжу, питво та новини.Пізніше У Франції популярності набули кабаре (cabarets) – заклади, де подавали не тільки вино, але й розважали гостей музикою та театральними виставами. До відомих кабаре XVIII століття належав Le Procope, що згодом перетворився на центр інтелектуальних дискусій.
Під час Американської революції (1775–1783) треті місця, зокрема таверни, кафе та клуби, відігравали ключову роль у формуванні політичної свідомості колоністів та організації руху за незалежність. Революційно налаштовані колоністи, зокрема члени «Синів свободи» (Sons of Liberty), проводили зустрічі у тавернах, обговорюючи несправедливі податки та дії британської влади.
Також кафе у Франції були осередками революції та Просвітництва. Вони відіграли величезну роль у розвитку європейської філософії та політики. У паризьких кав’ярнях збиралися філософи та мислителі, обговорюючи ідеї, що підривали усталені монархічні традиції. Камілл Демулен закликав народ до боротьби, що призвело до штурму Бастилії, саме у стінах Le Café de Foy.
У ХХ столітті бістро та кафе залишалися культурними центрами – у 1920-х тут, у Франції збиралися Ернест Хемінгуей, Ф. Скотт Фіцджеральд, Пабло Пікассо.
У Гарлемі, Чикаго та Новому Орлеані бари та джазові клуби стали місцем, де розвивалася афроамериканська культура, зароджувалися нові музичні стилі та громадські рухи.
У XXI столітті з розвитком дистанційної роботи виникли коворкінги – робочі простори з неформальною атмосферою, що поєднують роботу та соціалізацію.
"Республіка Святого Саду" та "Молода муза" – були свого роду також "третіми місцями" в Україні, де творча інтелігенція могла висловлювати свої ідеї та експериментувати з формами і змістами мистецтва. Вони стали символами культурного оновлення своїх епох та внесли значний вклад у формування української літератури, музики та нових змістів в мистецтві.

## Відомі таверни Американської революції
Green Dragon Tavern її називали «головою і серцем революції». Тут збиралися «Сини свободи», обговорюючи протидію британській політиці.
Fraunces Tavern тут Джордж Вашингтон зустрічався зі своїми офіцерами після війни та виголосив прощальну промову.
Raleigh Tavern один із центрів політичних дискусій і громадянського спротиву.

## Англійські паби
Ye Olde Cheshire Cheese є одним із найстаріших у Лондоні й був улюбленим місцем зустрічей літераторів, включаючи Чарльза Діккенса, Марка Твена та Семюеля Джонсона. Він був своєрідним інтелектуальним хабом, де обговорювалися новини, політика та література.
The Eagle and Child  відомий тим, що тут збиралася група «Інклінгів» – клуб письменників, до якого входили Дж. Р. Р. Толкін та К. С. Льюїс. Вони обговорювали свої твори, включаючи «Володаря перснів» та «Хроніки Нарнії».
The Prospect of Whitby один із найстаріших прибережних пабів Англії, який спочатку був популярний серед моряків і контрабандистів. У XVIII столітті тут збиралися судді та політики, що обговорювали справи державної ваги.
The Lamb and Flag був популярним серед студентів та інтелектуалів, а також місцем літературних дискусій. Його часто відвідував письменник Томас Гарді.
The George Inn єдиний збережений заїжджий двір Лондона з часів середньовіччя. Тут зупинялися мандрівники, торгівці та письменники, зокрема Вільям Шекспір. Паб був місцем зустрічі купців, які укладали угоди, та театралів, що дискутували про вистави.

## Типи третіх місць

#### Реальне третє місце
В своїй книзі "Третє місце" Рей Ольденбург описує класичні треті місця, такі як американська таверна, англійський паб, німецько-англійські сади, мейн стріт, французькі кафе та класичне кафе. Проте це не закінчений список, адже наразі третім місцем може стати  будь-який простір чи будівля короткострокового перебування, де сходиться компанія людей. Таким простором може також бути торговий центр, перукарня, салони краси, церкви та релігійні спільноти. Щодо останніх - на базі релігійних спільнот утворюються гуртки і групи по інтересам для всіх вікових категорій, що сприяє появі локальних зв'язків. 

#### Віртуальне третє місце
На сьогоднішній день можна говорити про появу нового третього місця в Інтернеті та соціальних мережах, платформах та чатах. Найбільш характерна риса таких онлайн інтернет-спільнот - урівнююча. За бажанням, користувач може взяти нову особистість  і сховатися за аватаром та несправжнім іменем.  
Проте у віртуальних спільнотах також існують рівні включеності у спільноту - є користувачі, яким за концепцією Рея Ольденбурга можна присвоїти ім'я "засідак". Зазвичай вони отримують спеціальний статус у вигляді позначки біля імені, яка вказує на певний час перебування на платформі чи чаті.

Сам Рей Ольденбург не вважає соціальні мережі та чати новим третім місцем.